# TSV Crailsheim
Maillots
Le TSV Crailsheim est un club omnisports situé à Crailsheim dans le Land de Bade-Wurtemberg en Allemagne, et fondé dès 1846. Une équipe féminine de football a été créée en 1971. 
En 2006, l'équipe féminine est promue en 1.Bundesliga. À l'issue de la saison 2008-2009, la section féminine du TSV Crailsheim redescend en 2.Bundesliga.

## Palmarès

### Section masculine
- Verbandsliga Württemberg (V)
  - Champion : 2003

- Bezirksliga Hohenlohe (VIII)
  - Champion : 2014

### Section féminine
- 2.Bundesliga (II)
  - Champion (Sud) : 2006